# Можвай (починок)
Можвай — починок в Завьяловском районе Удмуртии, входит в Подшиваловское сельское поселение. Находится в 17 км к западу от центра Ижевска.